# 庄司克宏
庄司 克宏（しょうじ かつひろ、1957年 - ）は、日本の法学者。専門は、EU法・国際機構論。中央大学教授。和歌山県新宮市生まれ。

## 略歴
- 1980年 - 慶應義塾大学法学部法律学科卒業
- 1983年 - 慶應義塾大学法学部政治学科卒業
- 1990年 - 慶應義塾大学大学院法学研究科政治学専攻博士課程単位取得退学
- 二松学舎大学国際政治経済学部専任講師
- 二松学舎大学国際政治経済学部助教授
- 在ベルギー日本国大使館専門調査員
- 横浜国立大学大学院国際経済法学研究科助教授
- 横浜国立大学大学院国際社会科学研究科教授
- 慶應義塾大学大学院法務研究科教授
- 明治大学法学部非常勤講師
- 2021年 - 中央大学総合政策学部教授
- 1996～1997年 - ケンブリッジ大学客員研究員
- 2001年 - 欧州大学院大学客員研究員

## 著書

### 単著
- 『EU法――基礎篇』（岩波書店、2003年）
- 『EU法――政策篇』（岩波書店、2003年）
- 『欧州連合――統治の論理とゆくえ』（岩波書店<岩波新書>、2007年）

### 編著
- 『国際機構』（岩波書店、2006年）
- 『EU法――実務篇』（岩波書店、2008年）

### 共編著
- （田中俊郎）『EUと市民』（慶應義塾大学出版会、2005年）
- （田中俊郎）『EU統合の軌跡とベクトル―トランスナショナルな政治社会秩序形成への模索』（慶應義塾大学出版会、2006年）
- （田中俊郎・浅見政江）『EUのガヴァナンスと政策形成』（慶應義塾大学出版会, 2009年）

### 訳書
- シドニー・D・ベイリー『国際連合』（国際書院、1990年）
- デイヴィッド・エドワード、ロバート・レイン『EU法の手引き』（国際書院、1998年）